# Nikolay Obolskiy
Nikolay Nikolayevich Obolskiy (en ruso: Никола́й Никола́евич Обо́льский, romanizado: Nikolái Nikoláyevich Obolsky; Tula, Rusia, 18 de marzo de 1997) es un futbolista ruso que juega como delantero en el Córdoba C. F. de la Segunda División de España.

## Trayectoria
Se formó en la cantera del F. C. Dinamo Moscú, con el que llegó a debutar en la Liga Premier de Rusia el 19 de julio de 2015, en un encuentro contra el Zenit de San Petersburgo. En las siguientes temporadas alternó participaciones con el filial y el primer equipo.[cita requerida]
En las campañas 2018-19 y 2019-20 jugó cedido en el P. F. C. Sochi y el F. C. Nizhni Nóvgorod.
El 29 de agosto de 2020, tras acabar su contrato con el equipo moscovita, firmó por el Barakaldo C. F. de España. Compitió en la Segunda División B y en julio del año siguiente se fue a la Cultural Leonesa. En las dos temporadas que estuvo en este equipo anotó 16 goles en Primera Federación y en julio de 2023 se unió a la U. D. Ibiza por una campaña más otra opcional. Tras la primera de ellas, en la que marcó diez goles en los 40 partidos que disputó, fichó por el Córdoba C. F.

## Selección nacional
Ha llegado a disputar partidos con la selección de fútbol sub-17 de Rusia, la sub-18, la sub-19 y la sub-21.

## Clubes
| Club                           | País   | Año           |
| ------------------------------ | ------ | ------------- |
| F. C. Dinamo Moscú II          | Rusia  | 2016-2017     |
| F. C. Dinamo Moscú             | Rusia  | 2018-2020     |
| P. F. C. Sochi (cedido)        | Rusia  | 2018-2019     |
| F. C. Nizhni Nóvgorod (cedido) | Rusia  | 2020          |
| Barakaldo C. F.                | España | 2020-2021     |
| Cultural y Deportiva Leonesa   | España | 2021-2023     |
| U. D. Ibiza                    | España | 2023-2024     |
| Córdoba C. F.                  | España | 2024-presente |